# Pobladura de Valderaduey
Pobladura de Valderaduey es un municipio de España, en la provincia de Zamora, comunidad autónoma de Castilla y León. Tiene una superficie de 12,54 km² con una población de 59 habitantes y una densidad de 4,7 hab/km².

## Historia

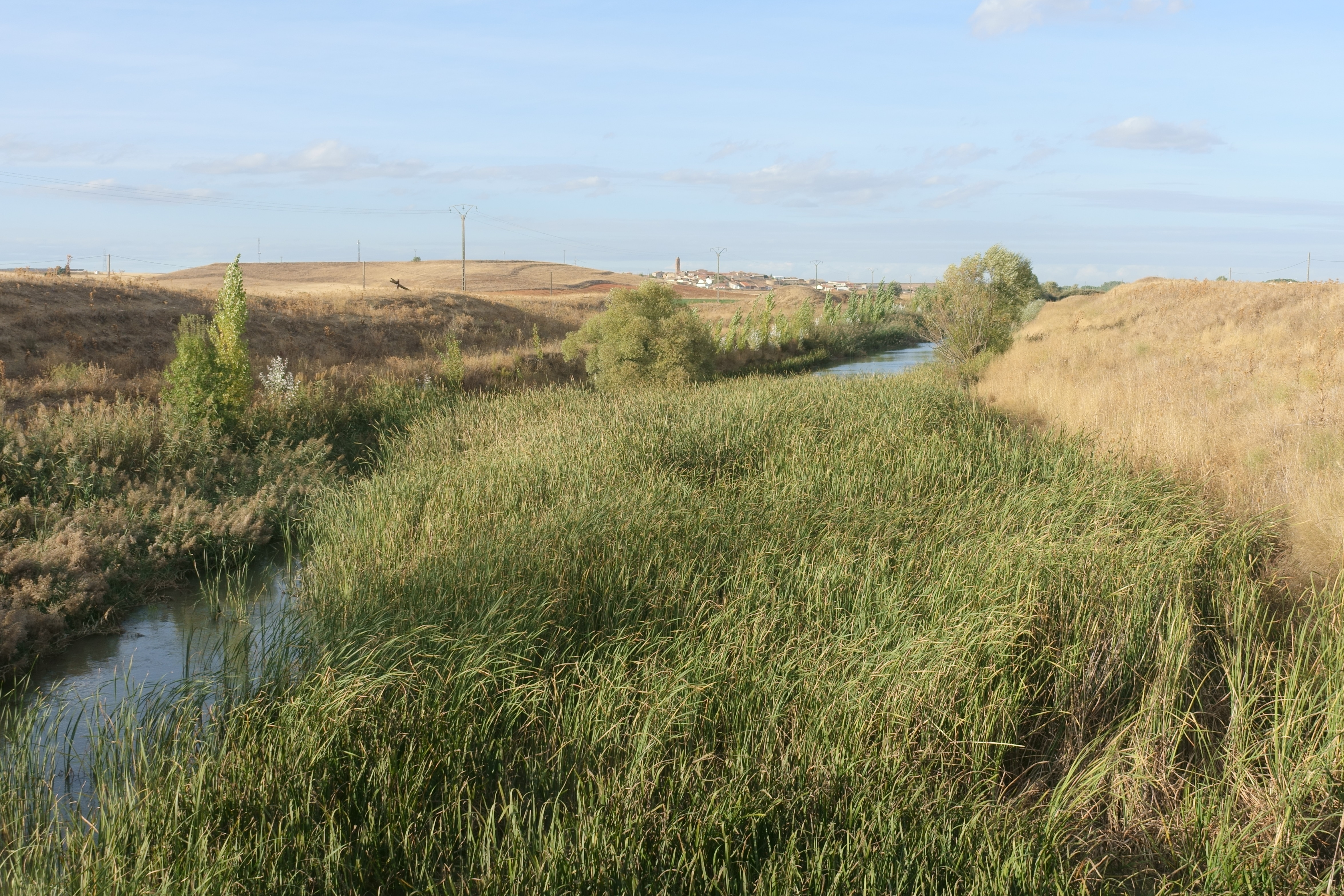
Río Valderaduey a su paso por la localidad

La fundación de Pobladura de Valderaduey se debe a los reyes leoneses, que repoblaron la zona en la Edad Media para asegurar sus posiciones en el cauce del río Valderaduey.
La primera mención escrita de la localidad data del reinado de Fernando II de León, registrándose en el año 1172 donaciones al Obispo Bernardo de Zamora por parte de un vecino, Mayor Gutiérrez, quien le entregó los derechos feudales que tenía “in ecclesia de Populatura iuxta Castrum Novum”.
Por otro lado, desde las Cortes leonesas de 1188, Pobladura fue una de las localidades representadas por la ciudad de Toro en Cortes, siendo una de las que integró posteriormente la provincia de Toro, dependiendo desde la Edad Media del arciprestazgo toresano.
En el siglo XVI, Pobladura de Valderaduey junto con las localidades de Baíllo, Cabañas de Sayago, San Pedro de Campeán, Villanueva del Campeán y la dehesa de Llamas son mencionados en un documento de 1558 con motivo de la venta de la jurisdicción de las mismas a Cristóbal de Porres, caballero acaudalado de Zamora y señor de la villa de Castronuevo. Lo recaudado sirvió, según el propio documento, para cubrir una parte de los gastos necesarios para la defensa de los reinos, en una época en la que el tesoro contaba con numerosas necesidades derivadas de la acción exterior de Felipe II y que en 1557 ya provocó la primera de las bancarrotas del reinado.
Ya en la Edad Contemporánea, al crearse las actuales provincias en la división provincial de 1833, Pobladura de Valderaduey quedó encuadrado en la provincia de Zamora, dentro de la Región Leonesa.

## Geografía humana

### Demografía
Cuenta con una población de 35 habitantes (INE 2024).

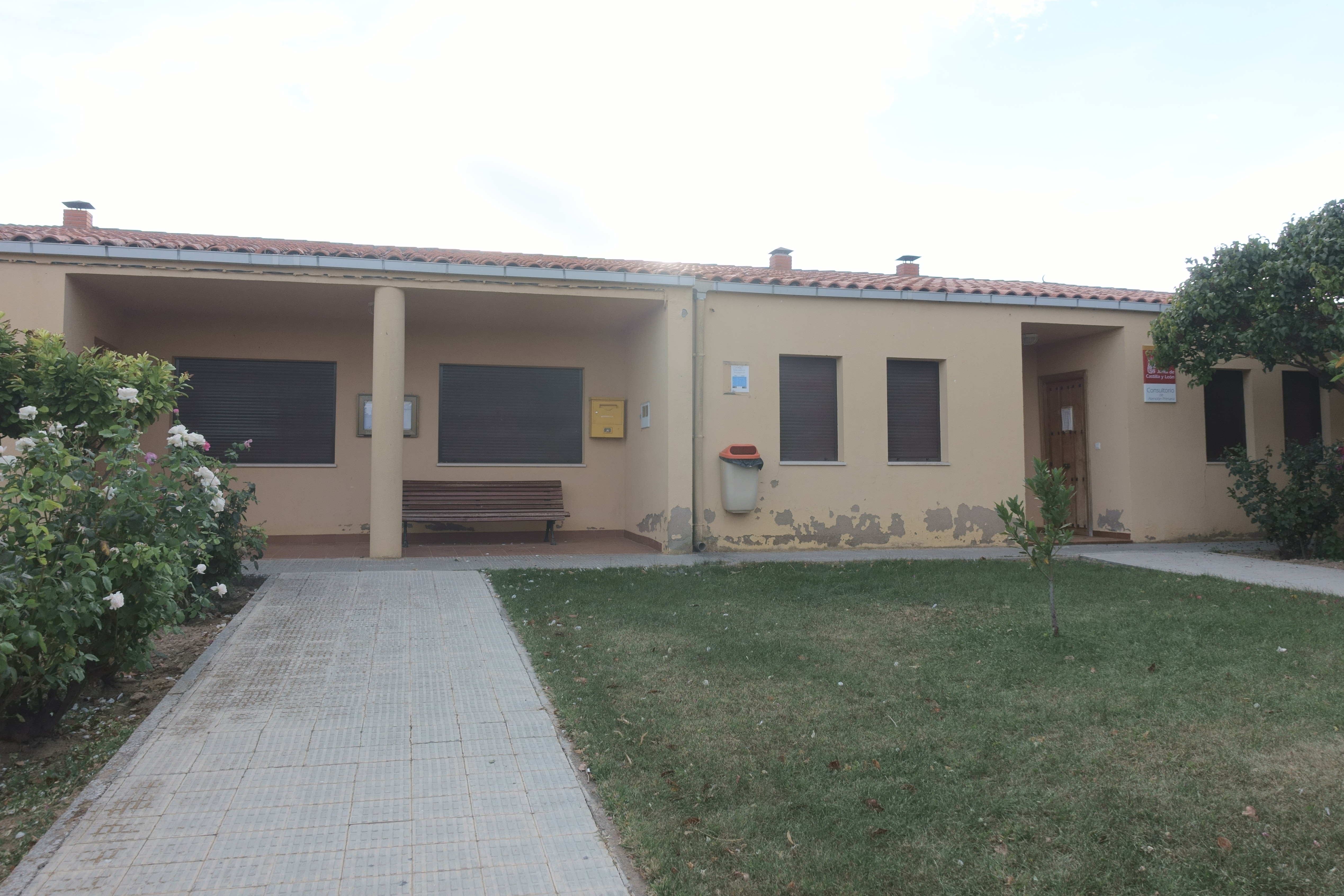
Casa consistorial

| Gráfica de evolución demográfica de Pobladura de Valderaduey entre 1842 y 2021                                        |
| |
| Población de derecho según los censos de población del INE. Población de hecho según los censos de población del INE. |

## Patrimonio

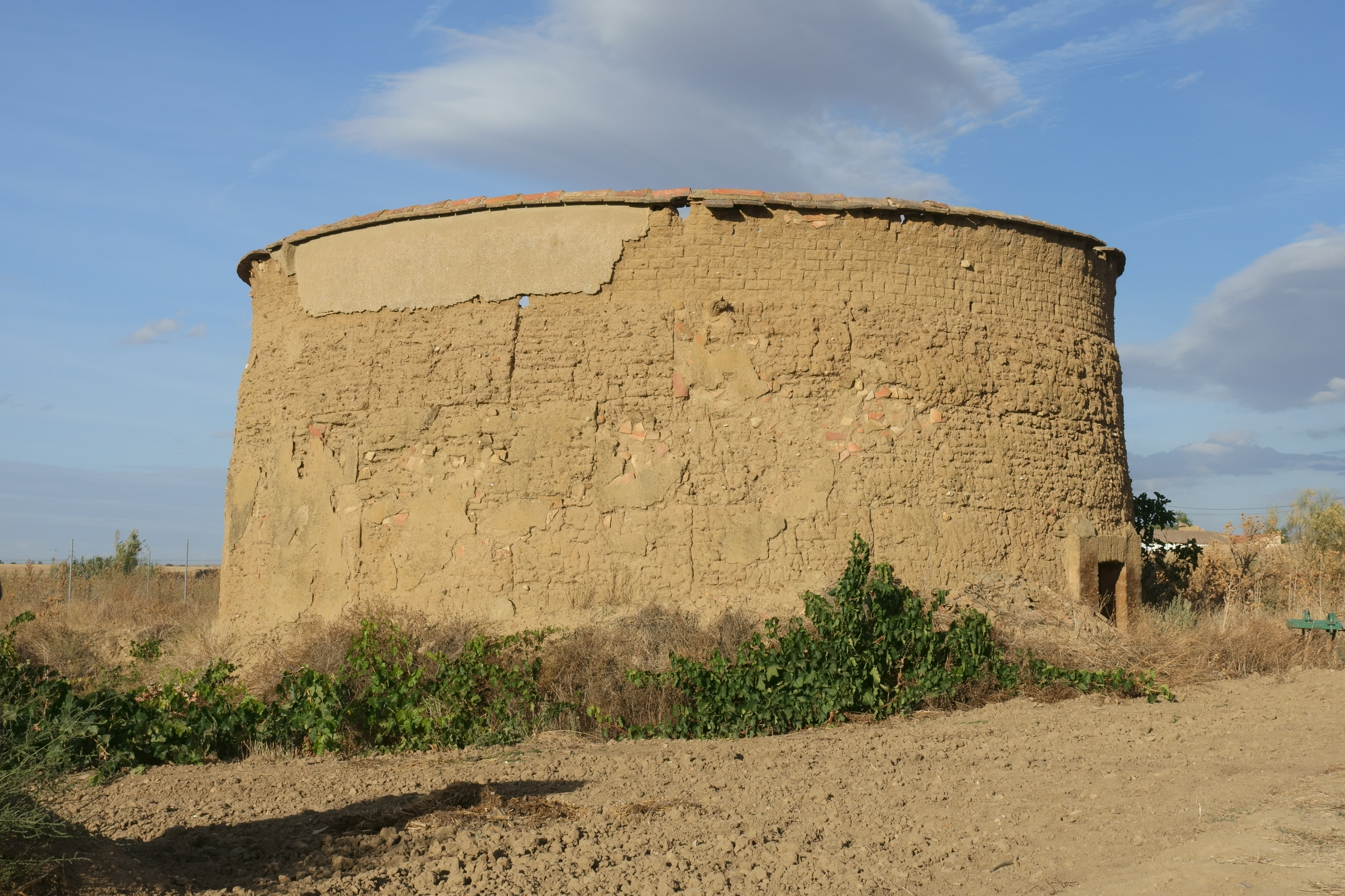
Palomar

- Iglesia de San Miguel Arcángel. Erigida a finales del siglo XV o principios del siglo XVI, posee claras influencias mudéjares en su estilo, alberga un Retablo Mayor del siglo XVIII, de estilo barroco, posee una hornacina central con una escultura que representa La Piedad, obra de los siglos XVIII-XIX. En los laterales reciben culto las imágenes de San Juan Bautista y de San José. El ático acoge una pintura que representa al titular de la parroquia, San Miguel Arcángel, enmarcado por estípites muy decorados.

## Fiestas
Las fiestas patronales de la localidad se celebran el día 9 de mayo en honor a san Gregorio. Ese día tiene lugar misa solemne y procesión por las calles del pueblo, con la imagen del santo y de la Virgen.
Se celebra también la festividad de San Isidro el 15 de mayo, con misa solemne y procesión con la imagen hasta las afueras del pueblo para la bendición de los campos.
En el verano, cuando regresan los hijos del pueblo temporalmente, se celebra la llamada Fiesta del Turista (primer sábado de agosto).